# Robert Press
Robert Press, CB, CBE, FRSA (22 février 1915 - 30 août 1984) est un scientifique britannique et conseiller gouvernemental. 

## Biographie
Formé à l'Université Queen's de Belfast, il est physicien chercheur au Trinity College de Dublin de 1938 à 1940 (y terminant un doctorat); après un bref passage dans l'enseignement, il devient physicien au service du gouvernement pendant la Seconde Guerre mondiale. Il est ensuite conseiller au Conseil de guerre puis, à partir de 1948, au ministère du Ravitaillement. Il est conseiller à l'ambassade britannique à Washington, DC, de 1951 à 1955 et travaille ensuite pour le ministère de la Défense. Nommé directeur scientifique au Cabinet Office en 1967, il est promu sous-secrétaire en 1971 après la démission de Sir Alan Cottrell en tant que conseiller scientifique en chef en 1974, il lui succède comme conseiller du gouvernement sur les questions scientifiques et technologiques, prenant sa retraite en 1976,. Il préside le Conseil des instituts scientifiques et technologiques de 1978 à 1980.